# Ethel Cain
Hayden Silas Anhedönia (* 24. března 1998 Tallahassee, Florida) je americká písničkářka tvořící od roku 2019 pod pseudonymem Ethel Cain. Její první studiové, konceptuální, album Preacher's Daugher vyšlo v květnu 2022. Anhedönia je známá svými texty zaměřujícími se na témata jižanské gotiky, domácího násilí a užívání drog, zatímco její hudba je spojována s žánry jako indie rock a folk a ambientní hudba.
Anhedönia vydala několik nahrávek pod různými pseudonymy, než v polovině roku 2019 oficiálně začala vystupovat jako Ethel Cain. Jejímu debutovému studiovému albu Preacher's Daughter, které vyšlo v roce 2022 a sklidilo uznání hudebních kritiků a mnozí z nich jej označili za jedno z nejlepších alb roku, předcházela tři EP. V lednu 2025 následovala nahrávka Perverts. Vydání druhého studiového albu Anhedönie, Willoughby Tucker, I'll Always Love You, je naplánováno na 8. srpna 2025.

## Život a kariéra

### 1998–2016: Mládí
Hayden Silas Anhedönia se narodila 24. března 1998 v Tallahassee na Floridě a vyrůstala v Perry do rodiny jižanských baptistů. Je nejstarší ze čtyř dětí. Její otec byl jáhen a ona se od útlého věku, stejně jako její matka, angažovala v kostelním sboru. V osmi letech začala Anhedönia studovat hru na klavír.

### 2017–2021: Začátky kariéry a první dvě EP
Anhedönia začala tvořit hudbu v roce 2017 a její první experimentální skladby, vytvořené v softwaru GarageBand, byly inspirovány gregoriánskými chorály s výraznými dozvukovými efekty. Hudbu šířila nejdříve v okruhu přátel a na sociálních sítích SoundCloud a Tumblr pod různými jmény. V roce 2019 začala Anhedönia nahrávat hudbu pod jménem Ethel Cain. Uvedla, že při vymýšlení pseudonymu chtěla použít „staré americké jméno“ a inspirovala se biblickou postavou Kaina. Její první singl jako Ethel Cain, s názvem Bruises, byl vydán 2. srpna 2019. Později byl v roce 2022 z neznámých důvodů odstraněn ze streamovacích služeb. Carpet Bed, její první EP jako Ethel Cain, se skládala ze čtyř skladeb a bylo vydáno 13. září 2019. O několik měsíců později vydala 1. prosince své druhé EP s názvem Golden Age. Zpěvák Wicca Phase Springs Eternal album podpořil a chválil Anhedöniin „způsob psaní písní a porozumění melodii“.
V lednu 2020, na doporučení Wicca Phase Springs Eternal, se s Anhedöniou setkal rapper Lil Aaron, když vystupovala na koncertu s Edith Underground, Girlfiend a Lil Bo Weep v Los Angeles. Poté ji pozval na setkání s vydavatelstvím Prescription Songs a krátce poté s nimi podepsala smlouvu a odstěhovala se z Floridy do bývalého kostela nedaleko Richmondu ve státě Indiana, kde pokračovala v nahrávání.
V únoru 2021 vydala Anhedönia pod novým vydavatelstvím svůj druhý singl jako Ethel Cain s názvem Michelle Pfeiffer, na kterém účinkovala i Lil Aaron. Píseň byla časopisem Billboard popsána jako alternativní rock, folk a „dokonce i country“. Následovalo vydání singlu Crush 18. března a videoklip k němu byl zveřejněn 3. srpna. Tyto dva singly byly součástí jejího třetího EP s názvem Inbred, které vyšlo 23. dubna. Toto ambientní folkové a slowcorové EP bylo serverem Pitchfork označeno za jedno ze 49 nejočekávanějších alb jara 2021 a na webu získalo hodnocení 7,6 z 10. 8. března 2022 vydala coververzi písně Everytime od Britney Spears.

### 2022–2024: Preacher’s Daughter

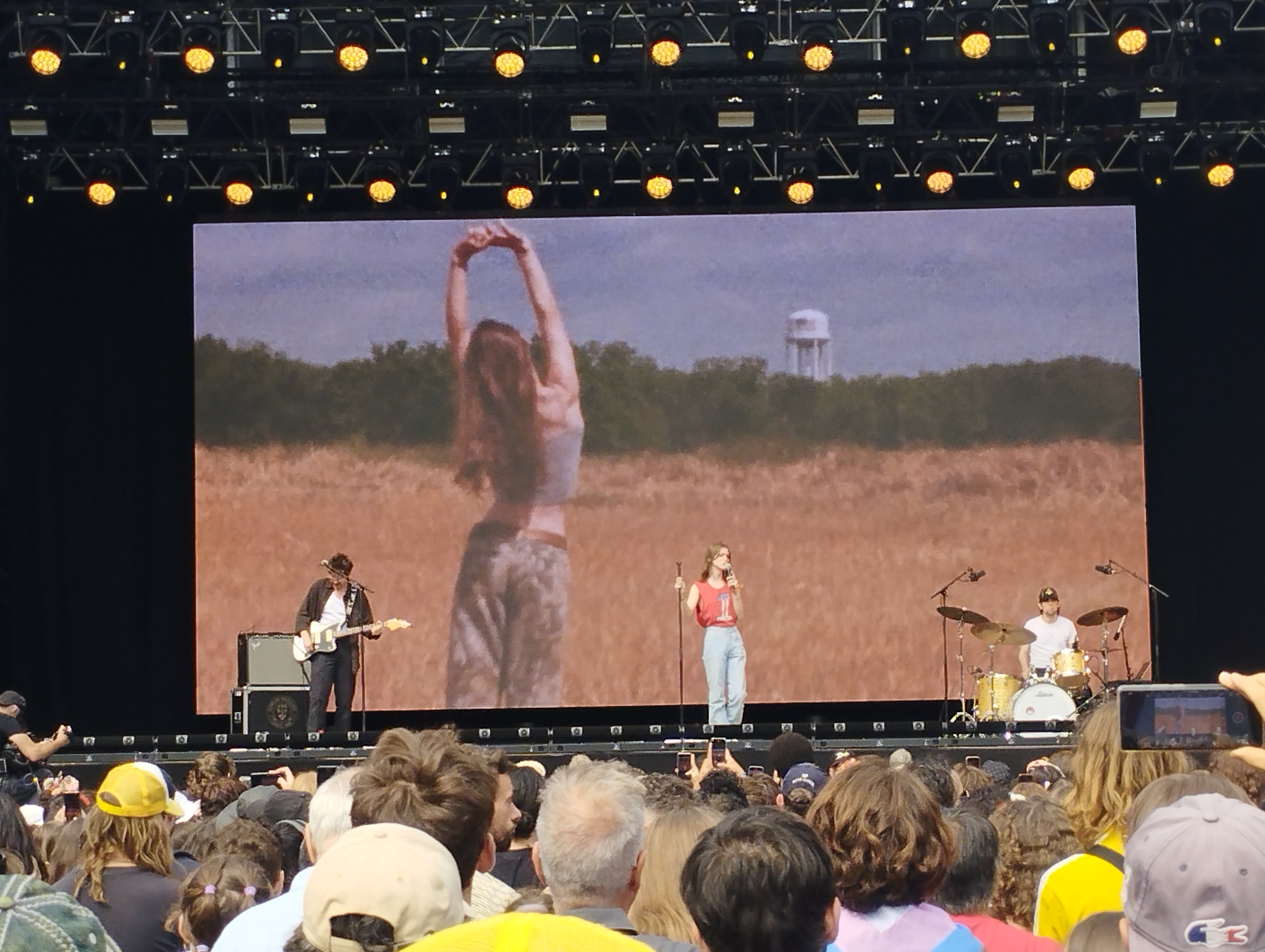
Anhedönia při vystoupení na festivalu Rock en Seine v roce 2023 v rámci svého turné Blood Stained Blonde Tour

17. března 2022 vydala Anhedönia singl Gibson Girl a následně oznámila, že hodlá vydat své debutové album s názvem Preacher's Daughter, které vyšlo 12. května 2022 pod jejím vlastním vydavatelství Daughters of Cain. Albu předcházelo také vydání singlu Strangers 7. dubna a singlu American Teenager 21. dubna, který se také dočkal videoklipu 21. července.
Konceptuální album, o celkové délce 75 minut, obsahuje třináct skladeb žánrů dream pop, gothic pop, dark ambient, ethereal wave a folk, jejíž texty se věnují identitě a náboženství. Předkládají smyšlený příběh jejího alter ega Ethel Cain, která se po útěku z domova zaplete s kanibalem a je zavražděna. Album bylo z velké části složeno a nahráno v jejím pokoji na alabamském venkově. Podle agregátoru recenzí Metacritic je album hodnoceno 82 body ze 100 na základě osmi recenzí kritiků. Nejnegativnější byli recenzenti Pitchforku a Guardianu, kteří albu vyčetli jeho přílišnou délku a pomalý spád.
Na podporu alba se Anhedönia v roce 2022 vydala na turné Freezer Bride Tour a v roce 2023 na turné Blood Stained Blonde Tour. Působila jako předskokanka na jednom koncertu Florence and the Machine na jejich turné Dance Fever Tour a na turné Caroline Polachek, Spiraling Tour. V říjnu 2022 nahrála s Florence and the Machine živou verzi jejich písně Morning Elvis ovlivněné jižanským rockem.
Anhedönia vystoupila na 22. ročníku festivalu Coachella v dubnu 2023. 3. června 2023 Anhedönia omdlela na jevišti během vystoupení v opeře v Sydney v rámci festivalu Vivid Live, což mělo za následek zrušení představení. Na jeviště se vrátila následující den. V srpnu 2023 také vystoupila na festivalu Reading a v parku Gunnersbury společně s kapelami Boygenius a Muna. 5. prosince 2023 Anhedönia oznámila, že se vydá na turné Childish Behaviour Tour, které začalo 3. června 2024 a mělo skončit 27. června 2024. 21. července 2023 vydala píseň Famous Last Words (An Ode to Eaters), kterou o rok dříve sdílela na SoundCloudu, inspirovanou filmem Lucy Guadagnina Do morku kostí. V tomto roce se Anhedönia objevila v písni od Ashnikko Dying Star z jejího alba Weedkiller. a na písni 222 z alba Unbecoming zpěvačky Angel Diaz, také známé jako Vyva Melinkolya.
Anhedönia se umístila v žebříčku Forbes 30 Under 30 2024 pro hudební průmysl, který oceňuje 30 významných osobností mladších 30 let. V roce 2024 také předskakovala na koncertním turné zpěvačky Mitski na podporu jejího alba The Land Is Inhospitable and So Are We. 14. února 2024 vydala píseň s názvem من النهر, který odkazuje na frázi from the river to the sea. Píseň popsala jako „modlitbu“ za Palestince.

### 2025–současnost:PervertsaWilloughby Tucker I'll Always Love You
14. října 2024 Anhedönia oznámila projekt Perverts, který vyšel 8. ledna 2025. Vydání tohoto experimentálního projektu s prvky drone music předcházelo vydání vedoucího singlu Punish. V dubnu 2025 vyšlo album Preacher's Daughter na vinylové desce, umístila se v různých hitparádách po celém světě, včetně americké hitparády Billboard 200, kde dosáhla desátého místa.
Anhedöniino album s názvem Willoughby Tucker, I'll Always Love You má vyjít 8. srpna 2025. Album bude doprovázeno turné Willoughby Tucker Forever Tour. 28. května 2025 Anhedönia oznámila vedoucí singl alba Nettles, který vyšel 4. června 2025.

## Osobní život
Anhedönia se narodila 24. března 1998 a vyrůstala v malém severofloridském městě Perry jako nejstarší ze čtyř dětí. Její matka vzdělávala doma děti a otec byl kazatelem Jižní baptistické konvence. Zpívala od útlého věku v kostelním sboru, od osmi let se učila na klavír. V přísné domácnosti neměla povolen přístup na internet a poslouchala pouze křesťanskou hudbu, Karen Carpenter a Steve Miller Band, příležitostně Lynyrd Skynyrd. Mezi její vzory patřily Florence Welchová či Lana Del Rey. Ve dvanácti letech se rodině svěřila se svou homosexuální orientací. Otcem vedený kostel přestala navštěvovat v šestnácti a v osmnácti se od rodičů, se kterými udržuje dobré vztahy, odstěhovala. Po neúspěšné snaze žít jako muž se v den svých dvacátých narozenin začala veřejně prezentovat jako trans žena. V rozhovoru v roce 2021 uvedla, že křesťanství hraje v jejím životě stále velkou roli, na podzim 2022 na svém blogu upřesnila, že není křesťankou a náboženství ji nezajímá, ale drží se hodnot, podle kterých byla vychována.

## Diskografie

### Studiová alba
- 2022 – Preacher's Daughter
- 2025 – Wiloughby Tucker I'll Always Love You

### EP
- 2019 – Carpet Bed
- 2019 – Golden Age
- 2021 – Inbred
- 2025 - Perverts

### Singly
- 2022 – Everytime (cover Britney Spears)
- 2022 – Morning Elvis (živá nahrávka s Florence and the Machine)

## Koncertní turné

### Jako hlavní hvězda
- The Freezer Bride Tour (2022)
- Blood Stained Blonde Tour (2023)
- The Childish Behaviour Tour (2024)
- The Willoughby Tucker Forever Tour (2025)

### Jako předskokanka
- Florence and The Machine – Dance Fever Tour (2022)
- Caroline Polachek – Spiraling Tour (2023)
- Boygenius – The Tour (2023)
- Mitski – The Land Is Inhospitable And So Are We Tour (2024)

## Ocenění
| Ocenění             | Rok  | Kategorie                | Nominovaný | Výsledek | Reference |
| ------------------- | ---- | ------------------------ | ---------- | -------- | --------- |
| Mediální cena GLAAD | 2023 | Průlomový hudební umělec | Ethel Cain | nominace | [ 46 ]    |